# ويليام إس. إيرفاين
ويليام إس. إيرفاين هو شخصية أعمال وسياسي أمريكي، ولد في 18 مارس 1851، وتوفي في 19 نوفمبر 1942. نشط حزبياً في الحزب الجمهوري. وقد انتخب عضو جمعية ولاية ويسكونسن ‏.